# 弹性模量
弹性模量（elastic modulus，modulus of elasticity，MOE）是理想材料在小形变时应力（低于材料比例极限的应力）与相应的应变之比值。
弹性模量指当有力施加於物体或物质时，其弹性变形（非永久变形）趋势的数学描述，为物体变形难易程度的表征，也是弹性材料最重要、最具特征的一种力学性质。
物体的弹性模量数学定义为：弹性变形区的应力－应变曲线的斜率：
{\displaystyle \lambda \ {\stackrel {\text{def}}{=}}\ {\frac {\text{stress}}{\text{strain}}}}
其中λ是弹性模量，stress（应力）是引起受力区变形的力，strain（应变）是应力引起的变化与物体原始状态的比。应力的单位是帕斯卡，应变是没有单位的（无量纲的），那么λ的单位也是帕斯卡。 
均质各向同性（固体）材料的（线性）弹性性质可以由4种弹性模量中的任意2种弹性模量完全描述清楚，如下表所示。
无粘性流体不能支撑剪切应力，因此剪切模量总为零，从而杨氏模量也总为零。

## 檢測方法
彈性模量檢測方法分為靜態法（例如靜荷重法）和動態法（例如共振法）兩種。使用動態法產生的結果就是動模量或稱動彈性模量。